# Robert Harris
Robert Dennis Harris (ur. 7 marca 1957 w Nottingham) – angielski powieściopisarz, scenarzysta, dziennikarz, komentator polityczny, autor bestsellerów.

## Życiorys
Ukończył studia z literatury angielskiej w Selwyn College w Cambridge University (1973). Początkowo reporter telewizji BBC i dziennikarz prasowy, w tym komentator polityczny w The Observer. Specjalizuje się w thrillerach historycznych, o dużych walorach literackich. Jego książki przetłumaczono na trzydzieści języków.
Jako dziennikarz napisał kilka książek z gatunku literatury faktu, między innymi na temat wojny o Falklandy czy fałszywych dzienników Hitlera. Dopiero w 1992 ukazała się powieść Fatherland (wydanie polskie 1998) z nurtu historii alternatywnej (naziści wygrywają II wojnę światową). Dwa lata później została sfilmowana.
Także powieść Enigma z 1995, o złamaniu niemieckiego szyfru, została zekranizowana w 2001, a kolejnym międzynarodowym bestsellerem była powieść Archangielsk (Archangel 1999, wydanie polskie 1999), sfilmowana w 2005 jako miniserial.
W XXI wieku Robert Harris obrał jako tematykę starożytny Rzym wydając powieści Pompeja (Pompeii 2003, polskie wydanie 2004) oraz trylogię rzymską: Cycero (Imperium 2006, wydanie polskie 2008), Spisek (Lustrum/Conspirata 2009, wydanie polskie 2011), Dyktator (Dictator 2015, wydanie polskie 2016).
W 2007 opublikował powieść z kluczem Ghostwriter (The Ghost, wydanie polskie 2009) – o brytyjskiej polityce na najwyższych szczeblach. Na jej podstawie razem z Romanem Polańskim napisał scenariusz do filmu Autor widmo. Ich praca została nagrodzona Cezarem za najlepszy scenariusz adaptowany oraz Europejską Nagrodą Filmową. Także Roman Polański w 2019 zekranizował powieść Oficer i szpieg z 2014 (o sprawie Dreyfusa).
W 2017 Harris wydał powieść Monachium, której akcja rozgrywa się podczas konferencji monachijskiej z 1938. Powieść została zekranizowana w 2021.
W 2024 niemiecki reżyser Edward Berger (Na Zachodzie bez zmian) zekranizował powieść Harrisa Konklawe (Conclave 2016, wydanie polskie 2017).

## Nagrody
- Columnist of the Year, British Press Awards 2003.

## Książki wydane w Polsce
- Vaterland, Warszawa: Wydawnictwo Mizar, Wydawnictwo Amber, 1993. ISBN 83-7082-204-5.
- Archangielsk, Warszawa: Wydawnictwo Albatros A. Kuryłowicz, 1999. ISBN 83-88087-20-7.
- Enigma, Warszawa: Wydawnictwo Albatros A. Kuryłowicz, 2002. ISBN 83-88087-71-1.
- Pompeje, Warszawa: Wydawnictwo Albatros A. Kuryłowicz, 2004. ISBN 83-7359-181-8.
- Cycero, Warszawa: Wydawnictwo Albatros A. Kuryłowicz, 2008. ISBN 978-83-7359-719-8.
- Ghostwriter, Warszawa: Wydawnictwo Albatros A. Kuryłowicz, 2009. ISBN 978-83-7359-932-1.
- Spisek, Warszawa: Wydawnictwo Albatros A. Kuryłowicz, 2011. ISBN 978-83-7659-177-3.
- Indeks strachu, Warszawa: Wydawnictwo Albatros A. Kuryłowicz, 2012. ISBN 978-83-7659-825-3.
- Oficer i szpieg, Warszawa: Wydawnictwo Albatros A. Kuryłowicz, 2014. ISBN 978-83-7885-927-7.
- Dyktator, Warszawa: Wydawnictwo Albatros A. Kuryłowicz, 2016. ISBN 978-83-7885-454-8.
- Konklawe, Warszawa: Wydawnictwo Albatros A. Kuryłowicz, 2017. ISBN 978-83-7985-944-3.
- Monachium, Warszawa: Wydawnictwo Albatros A. Kuryłowicz, 2018. ISBN 978-83-8125-177-8.
- Drugi sen, Warszawa: Wydawnictwo Albatros A. Szulc, 2020. ISBN 978-83-8125-800-5.
- V2, Warszawa: Wydawnictwo Albatros, 2021, ISBN 978-83-8215-575-4.
- Trylogia rzymska (Trylogia Imperium Rzymskie, t. 1-3), Warszawa: Wydawnictwo Albatros, 2022, ISBN 978-83-7985-901-6.
- Wielka Ucieczka, Warszawa: Wydawnictwo Albatros, 2023, ISBN 978-83-67513-43-2.
- Przepaść, Warszawa: Wydawnictwo Albatros 2025, ISBN 978-83-8361-558-5.